# Thẩm Ước
| Nhị thập tứ sử | Nhị thập tứ sử | Nhị thập tứ sử              | Nhị thập tứ sử |
| -------------- | -------------- | --------------------------- | -------------- |
| STT            | Tên sách       | Tác giả                     | Số quyển       |
| 1              | Sử ký          | Tư Mã Thiên                 | 130            |
| 2              | Hán thư        | Ban Cố                      | 100            |
| 3              | Hậu Hán thư    | Phạm Diệp                   | 120            |
| 4              | Tam quốc chí   | Trần Thọ                    | 65             |
| 5              | Tấn thư        | Phòng Huyền Linh (chủ biên) | 130            |
| 6              | Tống thư       | Thẩm Ước                    | 100            |
| 7              | Nam Tề thư     | Tiêu Tử Hiển                | 59             |
| 8              | Lương thư      | Diêu Tư Liêm                | 56             |
| 9              | Trần thư       | Diêu Tư Liêm                | 36             |
| 10             | Ngụy thư       | Ngụy Thâu                   | 114            |
| 11             | Bắc Tề thư     | Lý Bách Dược                | 50             |
| 12             | Chu thư        | Lệnh Hồ Đức Phân (chủ biên) | 50             |
| 13             | Tùy thư        | Ngụy Trưng (chủ biên)       | 85             |
| 14             | Nam sử         | Lý Diên Thọ                 | 80             |
| 15             | Bắc sử         | Lý Diên Thọ                 | 100            |
| 16             | Cựu Đường thư  | Lưu Hú (chủ biên)           | 200            |
| 17             | Tân Đường thư  | Âu Dương Tu, Tống Kỳ        | 225            |
| 18             | Cựu Ngũ Đại sử | Tiết Cư Chính (chủ biên)    | 150            |
| 19             | Tân Ngũ Đại sử | Âu Dương Tu (chủ biên)      | 74             |
| 20             | Tống sử        | Thoát Thoát (chủ biên)      | 496            |
| 21             | Liêu sử        | Thoát Thoát (chủ biên)      | 116            |
| 22             | Kim sử         | Thoát Thoát (chủ biên)      | 135            |
| 23             | Nguyên sử      | Tống Liêm (chủ biên)        | 210            |
| 24             | Minh sử        | Trương Đình Ngọc (chủ biên) | 332            |
| -              | Tân Nguyên sử  | Kha Thiệu Mân (chủ biên)    | 257            |
| -              | Thanh sử cảo   | Triệu Nhĩ Tốn (chủ biên)    | 529            |

Thẩm Ước (chữ Hán: 沈約; bính âm: Shen Yue, 441 – 513) tự Hưu Văn, người Kiến Khang Ngô Hưng (nay thuộc Kiến Khang, Chiết Giang), là nhà chính trị, nhà văn, nhà sử học thời Nam triều Trung Quốc.

## Tiểu sử
Ông sinh ra trong một gia đình sĩ tộc đầy quyền thế, cha là Thẩm Phác bị Hiếu Vũ Đế giết trong cuộc tranh giành ngôi vị hoàng tộc, thuở nhỏ siêng năng học tập, tích trữ kiến thức, làm quan trải qua 3 triều đại Tống,Tề, Lương, thời Tống từng giữ các chức Ký thất tham quân, Thượng thư độ chi lang, thời Tề đảm nhận Trước tác lang, Thượng thư tả thừa, Phiêu kỵ Tư mã Tướng quân, sau ông nhận lời mời phụng sự của Cánh Lăng Vương Tiêu Tử Lương nhà Nam Tề, có khiếu thẩm mỹ trong văn học, được thiên hạ xưng tụng là một người trong nhóm Cánh Lăng Bát Hữu, cuối thời Tề, ông hợp lực cử binh ủng hộ Tiêu Diễn (sau là Vũ Đế nhà Lương) khởi sự, khi nhà Lương thành lập, làm quan tới chức Thượng thư Tả bộc xạ, sau được bổ nhiệm làm Thượng thư lệnh, phong làm Kiến Xương huyện hầu, nhận lĩnh Thái tử thiếu phó, về cuối đời trong công việc không làm vừa ý Vũ Đế, sau buồn bã mà lâm bệnh mất tại nhà, được ban thụy là Văn, sau Vũ Đế lệnh đổi lại thành Ẩn.

## Tác phẩm
Bắt đầu từ khi 20 tuổi, kéo dài hơn 20 năm, ông đã viết thành "Tấn thư" 120 quyển, năm 487, phụng chiếu biên soạn "Tống thư", hoàn thành sau 1 năm, các tác phẩm khác bao gồm "Tấn thư" 110 quyển, "Tề kỷ" 20 quyển, "Lương Vũ kỷ" 14 quyển, "Nhĩ ngôn" 10 quyển, "Thụy lệ", "Tống văn chương chí" 30 quyển, "Tứ thanh phả", đa số đều bị thất lạc, chỉ còn Tống thư được lưu truyền tới giờ, Nghiêm Khả Quân góp thêm 8 quyển di văn trong "Toàn Thượng cổ Tam đại Tần Hán Tam Quốc Lục triều văn", tác phẩm sau được Trương Phổ bổ sung vào "Hán Ngụy Lục Triều bách tam gia tập".